# Лінько Дмитро Володимирович
Лінько Дмитро Володимирович (нар. 14 липня 1987) — народний депутат України, перший командир батальйону «Свята Марія». На дострокових парламентських виборах 2014 року — 20-й номер в списку Радикальної партії Олега Ляшка. З 11 грудня 2020 року заступник голови Кіровоградської обласної ради.

## Біографія
Народився в м. Кіровоград, де закінчив школу N16 з золотою медаллю.
У 2008 році закінчив Київський національний університет імені Тараса Шевченка.
Громадський активіст, один з організаторів правого маршу УПА 18 жовтня 2008 року. Тоді Дмитра Лінька і ще 8 активістів було затримано і порушено кримінальні справи за масові заворушення.
У 2009 Дмитро очолював одеську організацію "Братство". 22 січня 2009 він виступив в якості координатора громадської ініціативи "Геть Усіх" і брав участь у спаленні прапорів партії Регіонів.КПУ, БЮТ та інших. 30 січня він анонсував автопробіг протесту із більш ніж 100 автомашин, який пройшов у четвер 5 лютого.
У 2010 році після маршу на честь Максима Чайки був затриманий разом з російським політемігрантом Олексієм Макаровим, нібито за напад на офіс одіозного проросійського політика Ігоря Маркова. Після суду, який відпустив активістів, міліція знову спробувала заарештувати Дмитра та Олексія. Ліньку вдалось утекти, а Макарова посадили в тюрму на 1,5 року. Після цього Дмитро Лінько покинув країну і деякий час переховувався в Індії.
У 2011 році Дмитро Лінько разом зі своїм другом Олексієм Середюком поїхали в Каїр, щоб узяти участь у єгипетській революції проти Хосні Мубарака.
У 2013 році Дмитро Лінько брав активну участь в масових акціях протесту в Стамбулі в червні на площі Таксім, направлені проти прем'єр-міністра Реджепа Ердогана.
Після подій 1 грудня 2013 року під Адміністрацією Президента, Лінько разом з іншими активістами, які штурмували на бульдозері Банкову, був оголошений в розшук. В період Революції гідності 2013—2014 рр. очолив Сотню Ісуса Христа, бійці якої брали активну участь в подіях на вул. Грушевського в січні 2014 та на вул. Інститутській в лютому.
З початком АТО в Донецькій та Луганській області брав участь в бойових діях з 9 травня 2014 року спочатку у складі батальйону «Азов», де командував 5 ротою, брав участь у звільненні Маріуполя 13 червня. Пізніше у складі батальйону «Шахтарськ» брав участь у боях за Піски, Мар'їнку, Іловайськ. Після розформування батальйону «Шахтарськ» став командиром новоствореного батальйону «Свята Марія», який було створено на основі підрозділів «Шахтарську» та «Азова».
З 27 листопада 2014 року — народний депутат України, член Комітету Верховної ради України з питань транспорту.
Засновник Молодіжного крила Радикальної партії.
1 листопада 2018 року був включений до санкційного списку українських фізичних осіб, проти яких влада РФ ввела персональні санкції.
2019 отримав другу вищу освіту КНУ ім. Т. Шевченка за спеціальністю правознавство.
На місцевих виборах 2020 року очолив список Радикальної партії Олега Ляшка до Кіровоградської обласної ради.
11 грудня 2020 року обраний заступником голови Кіровоградської обласної ради.
З 24 лютого 2022 військовослужбовець, керівник спецпідрозділу ГУР МО «Стугна» 

## Сім'я
Одружений. Має двох синів 2023 року народження - Давид і Даніель